# Happy Hour (film 2015)
Happy Hour (ハッピーアワー, Happīawā) è un film del 2015 diretto da Ryūsuke Hamaguchi.
Sceneggiato dal regista con Tadashi Nohara e Tomoyuki Takahashi, con 5 ore e 17 minuti, è stato annoverato come il film di maggior durata di tutto il cinema giapponese..
Ha vinto il Pardo per la miglior interpretazione femminile al Festival di Locarno 2015 per le sue quattro protagoniste.

## Trama
Quattro amiche di Kobe, vicine ai quarant'anni, si incontrano e si interrogano sulla loro situazione sentimentale, sul lavoro, sulle aspettative che avevano da giovanissime e su quello che sono riuscite a ottenere. Il divorzio di una di loro è lo spunto per una nuova discussione.